# Spisani na straty
Spisani na straty (oryg. Left Behind: World at War) − trzeci film oparty na serii książek Powieści o czasach ostatecznych, Tima LaHaye'a i Jerry'ego B. Jenkinsa. Film został oparty przede wszystkim na ostatnich pięćdziesięciu stronach powieści Diabelski traktat (II tom serii). Film został wyprodukowany przez Cloud Ten Pictures. Zdjęcia do filmu rozpoczęły się w Toronto dnia 21 lutego 2005 roku z budżetem wynoszącym 17 milionów dolarów.

## Obsada
- Louis Gossett Jr. - prezydent USA Gerald Fitzhugh
- Kirk Cameron - Buck Williams
- Christopher Bondy - Steve Plank
- Brad Johnson - Rayford Steele
- Janaya Stephens - Chloe Steele
- Laura Catalano - Amanda White
- David Macniven - Chris Smith
- Phillip Jarrett - Trent
- Gordon Currie - Nicolae Carpathia
- Russell Yuen - Chiński oficer
- Shaun Austin-Olsen - Tom Walsh
- Jasmin Geljo - Rosyjski oficer
- Richard Fitzpatrick - Major Kent
- Martin Randez - Andrews
- Jessica Steen - Carolyn Miller
- Chelsea Noble - Hattie Durham
- Jeff Teravainen - Agent Andrews